# Viduus
Viduus (lat. vdovec) je v římské mytologii bůh který odděluje po smrti duši od těla. Jeho jméno zmiňuje svatý Cyprián ve svém díle De vanitate idolorum. V Římě nebyl tomuto božstvu postaven žádný oltář.